# Albert Glatigny
Joseph-Albert-Alexandre Glatigny (Lillebonne, Normandía, 21 de mayo de 1839 - Sèvres, 16 de abril de 1873) fue un poeta y dramaturgo francés.

## Biografía

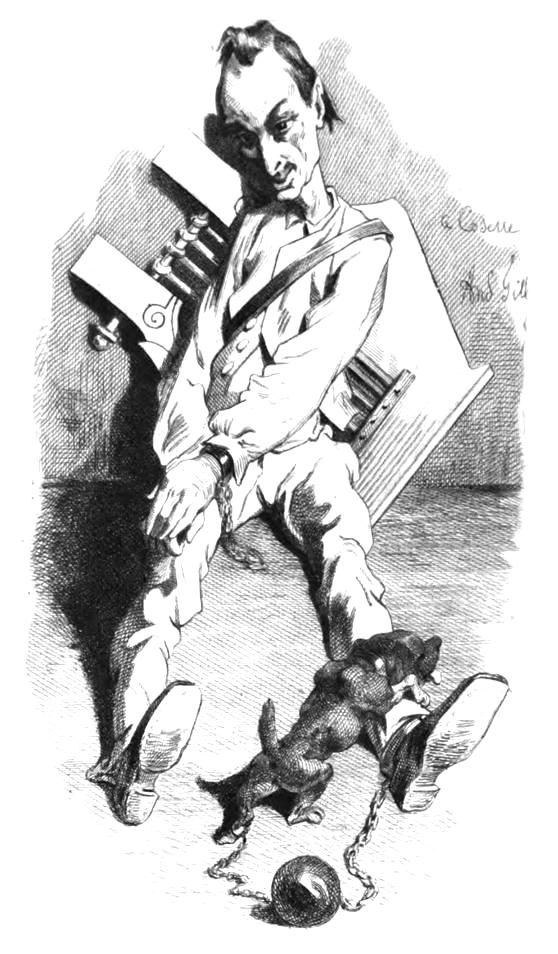
Caricatura de Albert Glatigny

Su padre fue Joseph Glatigny (de profesión, gendarme y jardinero), y su madre, Rose Alexandrine Leber. La poesía de Ronsard constituyó su primer contacto con la poesía. Tras concluir la escuela elemental, se empleó primero como escribano en una notaría y luego como aprendiz de tipografía en la ciudad de Pont-Audemer. Allí conoció a Alfred Canel, abogado y escritor, que le inició en la literatura y se convirtió en su protector. Siguiendo sus consejos, escribió en solo cuatro días su primer drama escénico: "Los burgueses de Pont-Audemer en el siglo XVII: un episodio de La Fronda". Tras debutar en el teatro de la localidad en pequeños papeles, atraído por la vida errante, con diecisiete años se unió a la compañía de cómicos ambulantes de Blanchereau.
Más adelante, la lectura de las "Odas fumanbulescas", de Théodore de Banville, supuso una revelación literaria que marcaría decisivamente su estilo. Su primera visita a París con la compañía ambulante, cuando sólo contaba veintiún años, le permitió trabar conocimiento con Banville, Baudelaire y otros poetas. Por su mediación, y con ayuda de varios editores, pudo publicar en 1860 su primer libro de poemas, "Las vides silvestres", afiliándose así a las tesis del parnasianismo, en boga en aquel momento. Esto implicaba una cuidada elaboración de los versos, buscando siempre la perfección en la rima y el ritmo. Tan seriamente se tomaba su labor poética, que renegaba del apelativo de "bohemio", del que su condición de cómico ambulante le hacía acreedor, y se le atribuye esta frase: "¡Bohemio me llaman, los muy cretinos! El bohemio no trabaja, el bohemio permanece apático en su incurable laxitud, sin saber lo que hará al día siguiente. Yo, por el contrario, trabajo sin cesar. Mañana estaré a cien leguas de donde estaba ayer, y sé siempre lo que estaré haciendo mañana: ¡estaré haciendo versos! Bohemio, yo: ninguna de esas gentes me conoce."
En adelante, su vida transcurrió entre sus giras teatrales con diversas compañías, y los veranos que procuraba pasar en París. En esta ciudad, se ganaba la vida principalmente como improvisador de rimas: se subía al escenario y, partiendo de las rimas que le proponía el público, improvisaba sobre la marcha poemas enteros que declamaba en vivo y en directo. Además, su prodigiosa memoria le permitía aprenderse de memoria extensos papeles de personajes en un tiempo récord. No obstante, nunca llegó a destacar como intérprete. Su formación fue enteramente autodidacta, basada en lecturas numerosas y en los contactos que procuraba mantener con escritores e intelectuales provincianos durante las paradas que las compañías de teatro hacían en cada ciudad. Entretanto, no dejaba de publicar colecciones de versos y de representar sus obras teatrales.
Esta intensa actividad creadora se truncó súbitamente el 1 de enero de 1869 cuando, en el transcurso de una gira por la isla de Córcega, los gendarmes le arrestaron confundiéndole con el asesino Charles Jud y le mantuvieron encerrado durante cuatro días en una mazmorra antigua, gélida, húmeda e insalubre de la comisaría de Bocognano. Narró esta experiencia carcelaria en su libro "Día de Año Nuevo de un vagabundo", y en adelante se presentaría en su correspondencia como "hijo y víctima de gendarmes". Encadenado, maltratado y durmiendo en el suelo, acompañado por su inseparable perrita Cosette, contrajo una grave enfermedad que le afectó a los pulmones y cuyas secuelas padeció el resto de su vida, provocándole pérdida de visión, reumatismos, dolencias estomacales severas y tisis. 

En adelante, hubo de abandonar su vida errante y proyectó afincarse en los alrededores de París. Pero el ejército prusiano invadió Francia, y Glatigny abandonó apresuradamente la capital para buscar refugio en su Normandía natal. En 1871 casó por lo civil con Emma Dennie, una americana educada en Francia a la que había conocido en Niza, y a quien volvió a reencontrar durante la huida.
La enfermedad del poeta se agravó al año siguiente. Tras la paz, se asentó en Sèvres con su esposa. Pasaba muchos días imposibilitado para moverse, incluso para leer y escribir (justo cuando sus obras empezaban a alcanzar cierta fama). Aconsejado por los médicos, en el invierno de 1872-73 tuvo que viajar a Bayona aunque lo único que consiguió fue fatigarse aún más. 
Murió al poco de regresar, el 16 de abril de 1873. Su esposa, enferma también, sólo le sobreviviría algunos meses.

## Obras
Poesía
- Les Vignes folles (1860)
- Les Flèches d’or (1864)
- Le Fer rouge, nouveaux châtiments (1870)
- Gilles et pasquins (1872)

Prosa
- Joyeusetés galantes et autres du vidame Bonaventure de La Braguette (1866)
- Les Bons contes du Sire de la Glote
- La chaste Suzanne
- La Sultane Rozréa Luxuriopolis
- Le Jour de l’an d’un vagabond (1869)

Teatro
- L’Ombre de Callot, Nancy, Théâtre, 26 septembre 1863

- Scapin maquereau, drama en 2 actos (1863)
- Vers les saules, comedia, Vichy, Casino, 25 juin 1864
- Prologue, Paris, Théâtre des Délassements-Comiques, 4 de mayo de 1867
- Le Bois, comedia en 1 acto, Bayonne, Théâtre, 1 de enero 1868
- Pès de Puyane, maire de Bayonne, drama en 3 actos, Bayonne, Théâtre, 2 de mayo de 1868
- Le Compliment à Molière, Paris, Théâtre de l'Odéon, 15 de enero de 1872
- Les Folies-Marigny. Prologue, 8 mars 1872
- Le Singe, comedia en 1 acto (1872)
- L’Illustre Brizacier, drama en 1 acto (1873)

Correspondencia y obras póstumas
- Lettres d’Albert Glatigny à Théodore de Banville, préface par Guy Chastel (1923)
- Lettres inédites de Albert Glatigny, publiées par Victor Sanson (1932)

- Erreur n’est pas compte, proverbe en un acte (1925)

- Pages retrouvées. Les Héritiers de Scarron, roman comique du XIXe siècle (1940)

## Opiniones de otros autores
Camille Pelletan, a quien dedicó su libro "Gilles et pasquins", estableció un paralelismo entre Glatigny y Ronsard: "Hijo menor de Ronsard y de sus discípulos, ignorante como ellos de las tribulaciones del alma y las modernas melancolías, amó por encima de todo los ritmos sonoros, las hermosas líneas y colores; y, sincero en el fondo, no cantó más que aquello que amó”.
Victor Hugo, tras recibir por carta algunos de sus poemas primerizos, dijo también de él: "Querido poeta, contáis con un auditorio lejano pero atento: yo mismo. Existe un eco para vos en mi desierto. Acabo de leer los encantadores versos que habéis compuesto de corrillo. Las rimas que lanzáis al vuelo se convierten en lenguas de fuego."
Banville le dedicó su libro "36 baladas divertidas escritas a la manera de François Villon".